# Monétay-sur-Loire
Monétay-sur-Loire é uma comuna francesa na região administrativa de Auvérnia-Ródano-Alpes, no departamento Allier. Estende-se por uma área de 30,82 km². Em 2010 a comuna tinha 261 habitantes (densidade: 8,5 hab./km²).